# نیلوفر آبی ویولاسه
 نیلوفر آبی ویولاسه(نام علمی: Nymphaea violacea) نام یک گونه از سرده نیلوفر آبی است.